# Sijka Barbułowa
Sijka Barbułowa z d. Kełbeczewa (bułg. Сийка Барбулова, z d. Келбечева, ur. 1 grudnia 1951 w Rudozem) – bułgarska wioślarka, dwukrotna medalistka olimpijska.

## Kariera
Wystąpiła na igrzyskach olimpijskich w Montrealu w 1976, gdzie wraz ze Stojanką Grujczewą zdobyła złoty medal w dwójkach bez sternika. W finale Bułgarki o 0,42 sekundy wyprzedziły osadę NRD i o 1,13 sekundy osadę RFN. Był to debiut tej konkurencji w programie olimpijskim, tym samym Bułgarki zostały pierwszymi w historii mistrzyniami olimpijskimi w dwójkach bez sternika kobiet. Na rozgrywanych cztery lata później igrzyskach olimpijskich w Moskwie w tej samej konkurencji Barbułowa i Grujczewa zajęły trzecie miejsce. Tym razem w wyścigu finałowym uplasowały się o 1,90 sekundy z osadą NRD i o 1,44 sekundy za osadą Polski.
Po zakończeniu kariery sportowej została szefową sekcji wioślarskiej w klubie Trakija Płowdiw, a następnie pracowała jako nauczycielka wychowania fizycznego. W 2012 roku prezydent Rosen Plewneliew odznaczył ją Orderem Stara Płanina. Barbułowa i Grujczewa są pierwszymi w historii bułgarskimi wioślarkami, które zdobyły medale na więcej niż jednych igrzyskach.